# Layne Beaubien
Layne Beaubien (Coronado (Califórnia), 4 de julho de 1976) é um jogador de polo aquático estadunidense, medalhista olímpico.

## Carreira
Layne Beaubien fez parte do elenco medalha de prata de Pequim 2008.